# Pembroke (miasto w Walii)
Pembroke (wal. Penfro) – miasto w południowo-zachodniej Walii (Wielka Brytania), w hrabstwie Pembrokeshire, położone nad rzeką Pembroke. W 2011 roku liczyło 7522 mieszkańców.
W mieście znajduje się zamek Pembroke Castle z XII/XIII wieku.